# Praça Portugal
Praça Portugal é uma praça de Fortaleza que fica no bairro Aldeota tendo sido criada em 1947, de autoria da arquiteta e paisagista Maria Clara Nogueira Paes, sendo a mesma  foi inaugurada definitivamente em 1968 e passando por várias reformas. A praça tem formato circular e fica no meio do cruzamento das avenidas Dom Luís e Desembargador Moreira. Ao seu redor existem muitas lojas em shoppings "open mall" e o shopping Aldeota. Durante o final de ano é montada uma árvore de natal gigante.
A Praça Portugal foi considerada um dos melhores projetos de praça do Brasil, tendo sido publicação destaque no Quadro do Paisagismo no Brasil/ Edição Faculdade de Arquitetura e Urbanismo USP.
Entre os anos de 1999 e 2000 a praça ganha vida nova com a presença marcante de jovens apreciadores e fans da cultura japonesa (anime, mangá, j-music e outros) tornando a praça o recanto dos otakus. 
Em 2014 surge um projeto da Prefeitura Municipal de Fortaleza para a substituição da praça por 4 outras que ficariam nas pontas do quadrilátero que compreende o espaço, ao invés de no centro como é hoje.  A parte central, por sua vez, daria lugar a um cruzamento semafórico.
Tal projeto foi alvo de protestos por parte da população, que não aceitou a demolição da praça. Foi realizado então o projeto de revitalização das quatro pequenas praças que encontram-se no entorno da Praça Portugal, bem como uma obra de pavimentação na rotatória da Praça Portugal. 